# Repapa proxima
Repapa proxima är en insektsart som beskrevs av Andrej Vasiljevitj Gorochov 2004. Repapa proxima ingår i släktet Repapa och familjen syrsor. Inga underarter finns listade i Catalogue of Life.